# Scottish League Two 2014-2015
La Scottish League Two 2014-2015 è stata la 21ª edizione del torneo e ha rappresentato la quarta categoria del calcio scozzese.

## Novità
A partire questa edizione, oltre ai play-off promozione, ci saranno anche i play-out tra l'ultima classificata e la vincente tra il campione della Highland Football League e quello della Lowland Football League.

## Squadre partecipanti
| Squadra            | Città              | Stadio              | Posizione 2013-2014                                          |
| ------------------ | ------------------ | ------------------- | ------------------------------------------------------------ |
| Albion Rovers      | Coatbridge         | Cliftonhill Stadium | 7º posto                                                     |
| Annan Athletic     | Annan              | Galabank Stadium    | 2º posto                                                     |
| Arbroath           | Arbroath           | Gayfield Park       | 10º posto in Scottish League One 2013-2014                   |
| Berwick Rangers    | Berwick-upon-Tweed | Shielfield Park     | 5º posto                                                     |
| Clyde              | Cumbernauld        | Broadwood Stadium   | 4º posto                                                     |
| East Fife          | Methil             | Bayview Stadium     | 9º posto in Scottish League One 2013-2014, perdente play-out |
| East Stirlingshire | Falkirk            | Firs Park           | 8º posto                                                     |
| Elgin City         | Elgin              | Borough Briggs      | 9º posto                                                     |
| Montrose           | Montrose           | Links Park          | 6º posto                                                     |
| Queen's Park       | Glasgow            | Hampden Park        | 10º posto                                                    |

## Classifica finale
|  | Pos. | Squadra            | Pt | G  | V  | N  | P  | GF | GS | DR  |
|  | ---- | ------------------ | -- | -- | -- | -- | -- | -- | -- | --- |
|  | 1.   | Albion Rovers      | 71 | 36 | 23 | 7  | 6  | 74 | 38 | +36 |
|  | 2.   | Queen's Park       | 61 | 36 | 19 | 6  | 11 | 69 | 49 | +20 |
|  | 3.   | Arbroath           | 56 | 36 | 16 | 10 | 10 | 60 | 50 | +10 |
|  | 4.   | East Fife          | 53 | 36 | 17 | 6  | 13 | 50 | 48 | +2  |
|  | 5.   | Annan Athletic     | 50 | 36 | 15 | 7  | 14 | 63 | 49 | +14 |
|  | 6.   | Clyde              | 47 | 36 | 12 | 10 | 14 | 44 | 56 | −12 |
|  | 7.   | Elgin City         | 45 | 36 | 12 | 8  | 16 | 41 | 54 | −13 |
|  | 8.   | Berwick Rangers    | 43 | 36 | 12 | 8  | 16 | 45 | 59 | −14 |
|  | 9.   | East Stirlingshire | 43 | 36 | 9  | 9  | 18 | 62 | 73 | −11 |
|  | 10.  | Montrose           | 33 | 36 | 5  | 9  | 22 | 36 | 68 | −32 |

Legenda:

      Campione di League Two e promossa in League One
      Ammesse ai play-off per la League One
      Ammessa ai play-out
Note:

Tre punti a vittoria, uno a pareggio, zero a sconfitta.

## Play-off promozione
Ai play-off partecipano la 2ª, 3ª e 4ª classificata della League Two (Queen's Park, Arbroath, East Fife) e la 9ª classificata della League One 2014-2015 (Stenhousemuir).

### Semifinali
| Squadra 1 | Totale | Squadra 2     | Andata | Ritorno     |
| --------- | ------ | ------------- | ------ | ----------- |
| Arbroath  | 2 – 3  | Queen's Park  | 2 – 2  | 0 – 1 (dts) |
| East Fife | 2 – 4  | Stenhousemuir | 1 – 1  | 1 – 3 (dts) |

### Finale
| Squadra 1    | Totale | Squadra 2     | Andata | Ritorno |
| ------------ | ------ | ------------- | ------ | ------- |
| Queen's Park | 1 – 2  | Stenhousemuir | 0 – 1  | 1 – 1   |

## Play-off retrocessione
Ai play-out partecipano la 10ª classificata della League Two (Montrose), il campione della Highland Football League 2014-2015 (Brora Rangers) e il campione della Lowland Football League 2014-2015 (Edinburgh City).

### Semifinale
| Squadra 1 | Totale | Squadra 2     | Andata | Ritorno               |
| --------- | ------ | ------------- | ------ | --------------------- |
| Edinburgh | 2 – 2  | Brora Rangers | 1 – 1  | 1 – 1 (dts) (2-4 dcr) |

### Finale
| Squadra 1     | Totale | Squadra 2 | Andata | Ritorno |
| ------------- | ------ | --------- | ------ | ------- |
| Brora Rangers | 2 – 3  | Montrose  | 1 – 0  | 1 – 3   |